# Miss Dior
Miss Dior è un profumo femminile della casa di moda francese Christian Dior.

## Storia
Miss Dior è stato il primo profumo ad essere creato e commercializzato dalla casa di moda francese Dior. Il profumo fu commissionato da Dior al profumiere Paul Vacher, che vi lavorò insieme a Jean Carles e Serge Heftler-Louiche e fu messo in commercio nel 1947. Il flacone, una bottiglia di vetro squadrata e dal design molto essenziale, fu progettata da Guerry Colas e realizzata da Cristalleries de Baccarat. Nello stesso anno ne fu prodotta anche una versione a tiratura limitata.
Il profumo Miss Dior arrivò nei negozi contemporaneamente alla sua linea di abbigliamento legata al suo concetto di New Look, e pertanto finì per esservi associato. A rafforzare questa associazione ci pensarono anche i manifesti pubblicitari disegnati da René Gruau, in cui il profumo era associato al disegno di una donna vestita con un pantaloni e giacca. Miss Dior deve il suo nome a Catherine Dior, la sorella di Christian Dior.
Nel 1982 e nuovamente nel 1992 Miss Dior è stato riorchestrato con nuovi elementi e rilanciato sul mercato in una nuova confezione dorata. Nel 2005, in occasione del centesimo anniversario della nascita di Christian Dior, è invece stato prodotto Miss Dior Chérie, una versione più moderna del classico Miss Dior, destinato ad un pubblico più giovane. Questa nuova versione del profumo, realizzata da Christine Nagel è stata lanciata sul mercato in tre distinte edizioni: Miss Dior Chérie Blooming Bouquet, Miss Dior Chérie Eau de Printemps e Miss Dior Chérie L'Eau. Testimonial di Miss Dior Cherie è stata l'attrice Natalie Portman.